# Teatro di via dell'Acqua

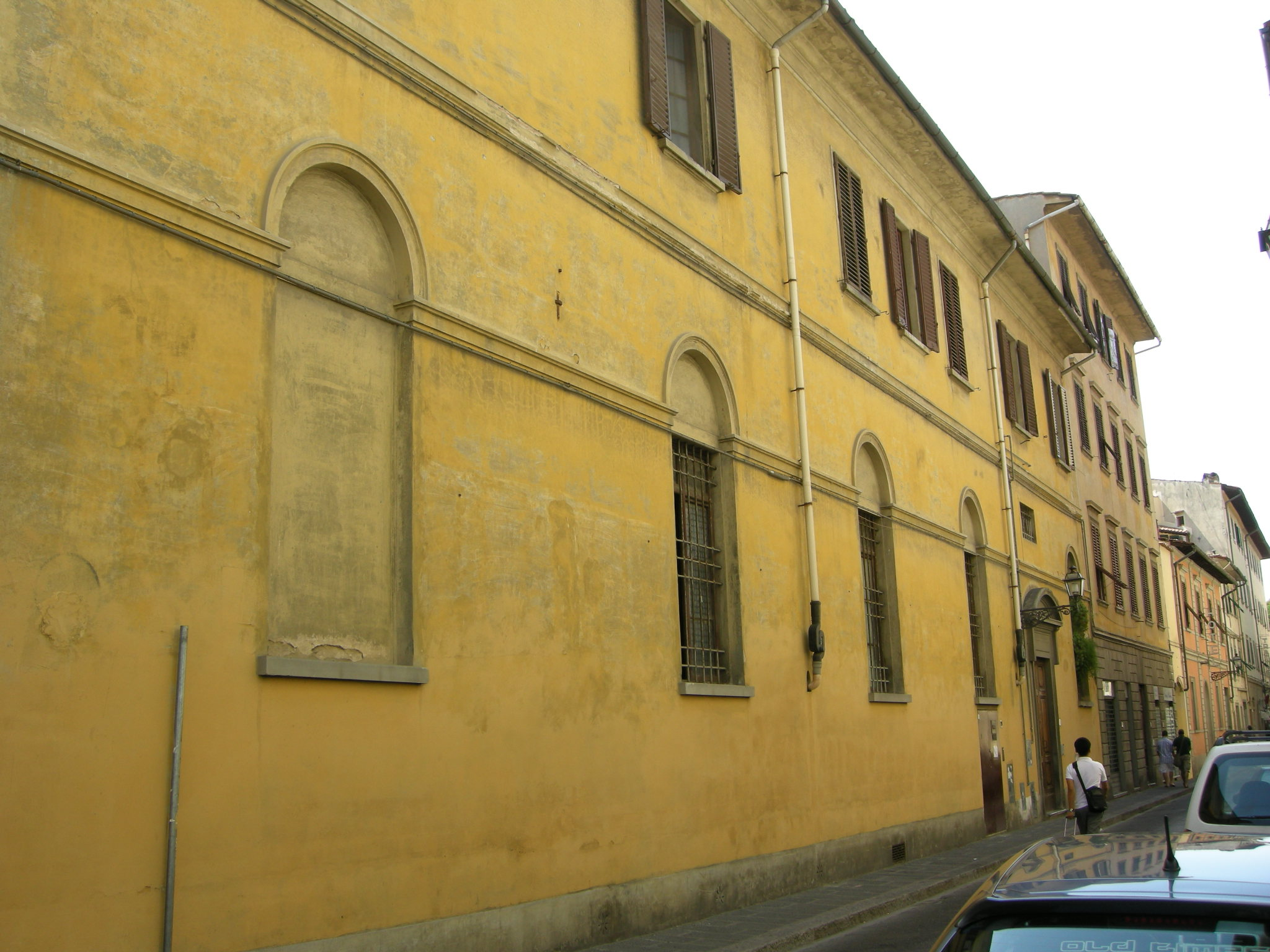
Istituto di Sant'Agnese, sede dell'antico teatro di via dell'Acqua

Il teatro di via dell'Acqua o anche teatro del Vangelista era un antico teatro fiorentino, oggi scomparso, nato per la Confraternita di San Giovanni Evangelista all'inizio del XV secolo.

## La confraternita

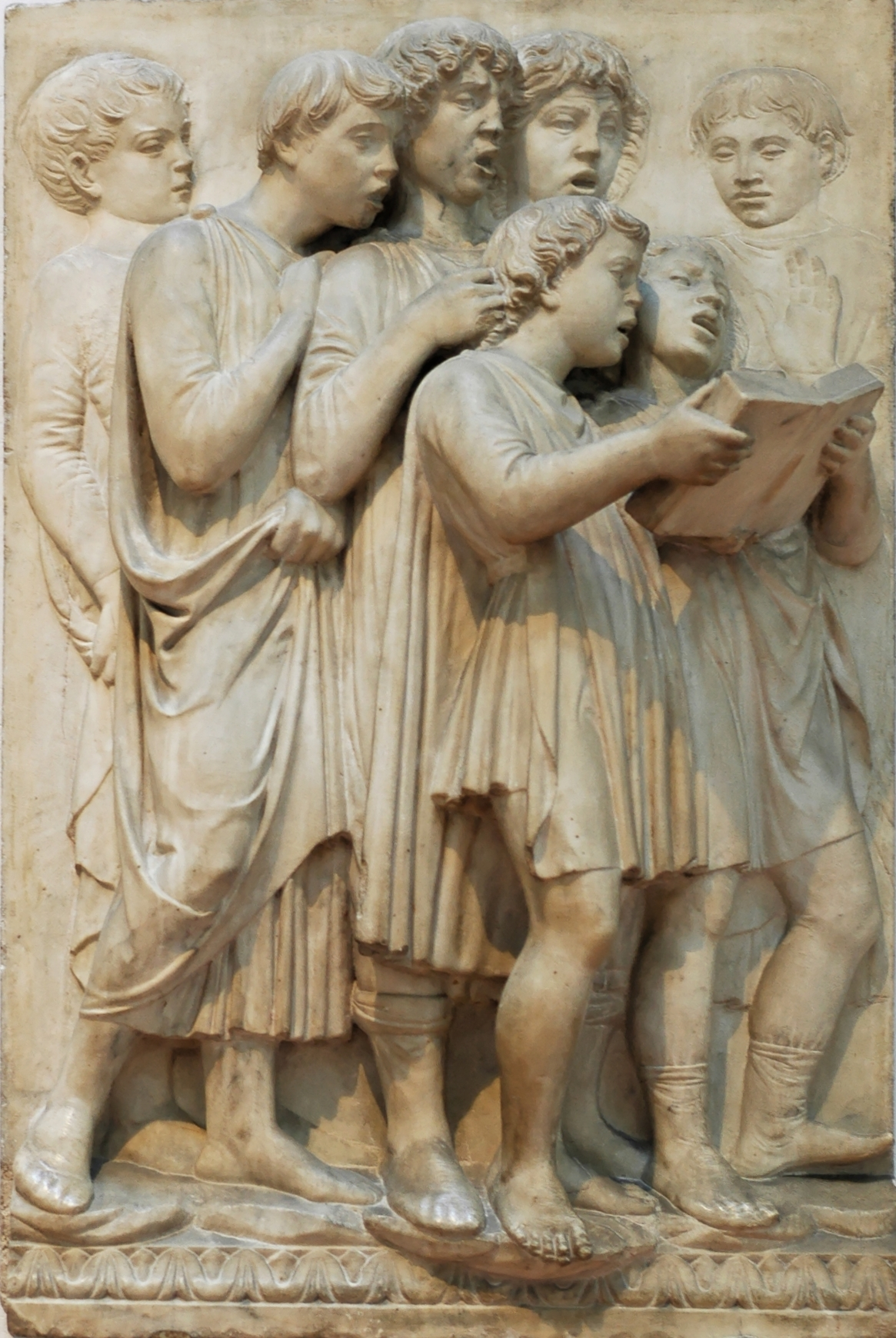
Fanciulli che cantano, pannello della cantoria di Luca della Robbia (1431-1438), Museo dell'Opera del Duomo, Firenze

Di questo teatro, nato come spazio scenico all'interno del Convento della Trinità Vecchia in seguito diventato convento dei gesuati col nome di Convento di San Giusto alle mura, si hanno notizie sporadiche di sicuro sappiamo che si trovava dentro i locali dell'attuale istituto Sant'Agnese in quella che oggi si chiama via Guelfa, ma che anticamente era divisa sotto vari nomi tra i quali via dell'Acqua e via del Vangelista.
Secondo la ricostruzione di Alessandro d'Ancona, nel suo tomo sull'Origine del Teatro Italiano  la Compagnia di San Giovanni Evangelista nacque all'inizio del Quattrocento, una credenza popolare la vuole fondata da Sant'Antonino primo arcivescovo di Firenze. Sebbene nel 1409 è già documentata, nacque ufficialmente il 2 luglio 1427 quando furono approvati i primi capitoli organizzativi della Compagnia, in occasione del suo trasferimento nell'ex convento della Trinità Vecchia di via dell'Acqua. Visto che la sua impresa rappresentava un'aquila nera, col becco rosso in campo d'argento, animale simbolo dell'evangelista Giovanni, la compagnia prese anche il nome di Compagnia degli Aquilotti (o degli Aquilini).
La compagnia, che era composta da fanciulli tra i tredici e i ventiquattro anni, oltre alle messinscene sacre si occupava di canti di Laudi, della recita di Salmi, preci liturgiche e letture di sermoni. È probabile che Luca della Robbia si ispirò a un'esibizione di questi fanciulli durante un canto di laudi o una recita di un salmo quando scolpì i rilievi della cantoria di Santa Maria del Fiore.
Fra i confratelli più famosi, alla fine del XV secolo, Piero de' Medici, figlio del Magnifico, Giovanni de' Medici, poi salito al soglio pontificio con il nome di Leone X e Agnolo Poliziano, il quale scrisse in gioventù dei sermoni in volgare per gli Aquilini.

## Il periodo di Savonarola
Durante il periodo savonaroliano i giovani aquilotti furono coinvolti nella politica puritana del frate ferrarese e si costituirono in ronde, come già facevano altre confraternite della città, per la moralizzazione dei costumi dei fiorentini.
Parteciparono attivamente alla costruzione dei famigerati Falò delle vanità, dove tanti codici e opere d'arte furono distrutti dal cosiddetto fuoco purificatore invocato dal Savonarola per bruciare tutte le opere da lui definite pagane o sconce. Abbiamo perso così codici di valore inestimabile e probabilmente qualche opera d'arte.
Com'è raccontato nella Vita di Giovanni da Empoli aderente alla Compagnia del Vangelista in questo periodo:

## Le sacre rappresentazioni
La Confraternita del Vangelista mise in scena la Sacra rappresentazione dei Santi Giovanni e Paolo, scritta apposta per la confraternita da Lorenzo de' Medici, rappresentata nel chiostro del Convento il 17 febbraio 1491, La rapresentatione di Sancto Romolo Martyre Vescouo di Fiesole di Mariano Bellandini intorno al 1515, e L'Esaltazione della croce di Giovanni Maria Cecchi, recitata  in Firenze da' Giouani della Compagnia di San Giovanni Vangelista, in occasione delle nozze del granduca (come recita il sottotitolo dell'opera sacra) nel 1589 in occasione del matrimonio tra Ferdinando de' Medici e Cristina di Lorena.
Sempre dello stesso Cecchi la compagnia del Vangelista mise in scena varie sacre rappresentazioni e commedie come:
- La morte di Re Achab (4 giugno 1559),
- La coronazione di Re Saul (8, 12, 19 giugno 1569).
- Serpe, ovver Suocera e nuora (1574),
- Acquavino (carnevale 1579).

Nelle carte di un diario, Giorgio Vasari riporta una richiesta della Compagnia di scenografie per una commedia:
allogorono a Domenico Contucci pittore et a me lo apparato d’una conmedia quale detta Compagnia 
recitò in sul prato di detta montò la mia parte scudi cinque.»
(Giorgio Vasari,  Le Ricordanze)
Nel Prologo della Sacra rappresentazione scritta da Lorenzo de' Medici, si chiede scusa per l'età el'inesperienza dei giovani attori.
Fa questa festa; e pur siam giovinetti

Però scusate e' nostri teneri anni

S'e' versi non son buoni ovver ben detti

Né sanno de' signor vestire i panni

O vecchi o donne esprimer fanciulletti

Puramente faremo, e con amore

Sopportate l'età di qualche errore.»
(Alessandro D'Ancona, Sacre Rappresentazioni de' secoli XIV, XV e XVI secolo, Le Monnier, 1872)

## L'Accademia degl'Instancabili
Nel corso dei secoli la Compagnia del Vangelista continuò le sue rappresentazioni, usando sempre il giardino e il portico del Convento. Nel Seicento-Settecento la Confraternita si trasformò in Accademia ed anche le rappresentazioni si trasformarono da sacre in profane.
Il 4 aprile 1633, furono riformati i capitoli della Confraternita che si trasformò in Accademia. In un primo momento la nuova accademia prese il nome di Accademia degl'Instancabili anche se rimase popolarmente conosciuta come Accademia del Vangelista, il simbolo dell'accademia rimase l'aquila con l'impresa Imperant dum parent. Tra coloro che firmarono la trasformazione in accademia c'era anche un importante rappresentante del teatro cortigiano del periodo cioè Giacinto Andrea Cicognini, infatti una sua traduzione del Don Gastone (supposta opera di Lope de Vega), venne messa in scena nel Teatro degli Instancabili nel 1642.
La nuova Accademia venne presa sotto la protezione di Giovan Carlo de' Medici, continuando la sua tradizione di Compagnia vicina alla famiglia medicea sin dal tempo di Lorenzo.
Gli accademici del Vangelista introdussero nel loro repertorio anche commedie e farse. Si dedicarono, in particolare, alla Commedia ridicolosa, cioè la versione dilettantesca e cortigiana della Commedia dell'Arte.
Anche durante il XVIII secolo fra i soci dell'Accademia figuravano personaggi del teatro e della cultura come Anton Francesco Gori, il pittore Giovanni Domenico Ferretti e Giovan Battista Fagiuoli.
Lo stesso Fagiuoli nel suo Diario racconta di aver recitato nella commedia del Cicognini, traduzione del El mayor monstruo del mundo di Pedro Calderón de la Barca intitolato La Mariene ovvero Il maggior mostro del mondo la parte di Trivello il 10 febbraio 1683 e quella del servo Rullo ne Il Solimano di Antonio Salvi nel 1695.

## Il teatro
Un teatro in muratura vero e proprio fu costruito all'inizio del Seicento dentro l'attuale Istituto di Sant'Agnese della Compagnia del Bigallo, al tempo occupato dagli Aquilotti in comproprietà con la Compagnia di San Paolo, una confraternita con una disciplina molto dura.
Da una lettera al guardiano della Compagnia del Vangelista, il pittore Jacopo Ligozzi, del 1602 si sa che la Compagnia ottiene da quella di San Paolo di adibire una stanza del convento a teatro.
Ma la pace fra le due compagnie s'infranse nel 1633 con la messinscena del Convitato di pietra una Commedia ridicolosa, che i compagni di San Paolo chiamarono con disprezzo Commedia degli Zanni

Il teatro era ricavato da un grande vano (il palco) e una piccola platea quadrata che non è ormai più visibile nelle sue forme originali, mentre ancora visibili sono le tracce del porticato nel giardino dell'antico Convento della Trinità Vecchia, usato soprattutto per le sacre rappresentazioni.
Nella Morte del re Achab di Giovanni Maria Cecchi, rappresentata nel 1559, durante il Prologo un compagno del Vangelista descrive il palco che ancora si trova all'aperto
(Giovanni Maria Cecchi, La morte del re Achab - Prologo)
Nello stesso Prologo si accenna ad uno spazio al chiuso per le rappresentazioni:
Non sappiamo quando il teatro fu chiuso infatti fino al 15 gennaio 1773 risulta funzionante e restaurato in onore di Pietro Leopoldo, vi fu rappresentato Il Ciro riconosciuto del Metastasio. Nel 1783 documenti dell'Archivio Comunale di Firenze parlano della "soppressa Compagnia di San Giovanni Evangelista" e probabilmente il teatro fu venduto nel febbraio di quello stesso anno, come si evince da questa deliberazione del Comune di Firenze
(29 gennaio 1783)
Il Passerini, nel 1853, conferma il passaggio definitivo dei locali dell'Accademia alla Compagnia del Bigallo in data 20 agosto 1785.